# Slance
Slance este o localitate din comuna Celje, Slovenia, cu o populație de 85 de locuitori.